# Bas Mooij
Bas Mooij (IJsselstein, 2 maart 1985) is een Nederlands voormalig voetballer die bij voorkeur als verdediger speelde.